# Осман Нури-паша
Осман Нури-паша (тур. Osman Nuri-paşa, 1832, Токат, Османская империя — 5 мая 1900, Стамбул), известный просто как Осман-паша — турецкий маршал и военный министр. За военные успехи был удостоен почётных прозвищ «Гази» (победоносный) и «Лев Плевны».

## Ранняя биография
Родился в 1832 году в Токате в известной семье Ягджи-оглы. Вскоре его отец был назначен на высокий пост в Стамбуле. В 1845-1849 годах учился в военной школе Kuleli Askerî İdâdîsi (тур.). В 1852 году Осман Нури окончил Османскую академию Генерального штаба (англ.) и поступил на службу в кавалерию.

## Военная карьера

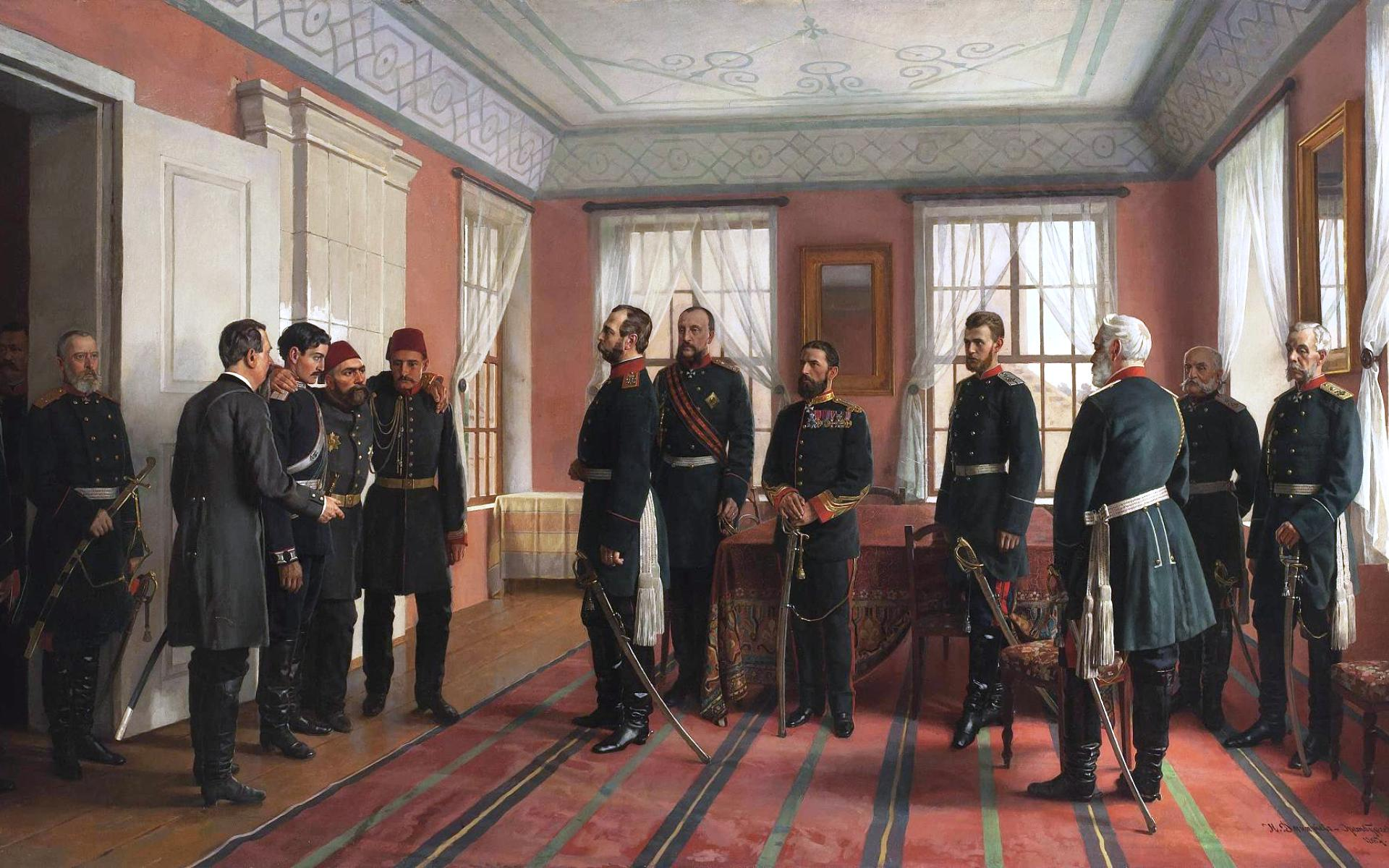
Н. Д. Дмитриев-Оренбургский. «Представление пленного Осман-паши Александру II, в день взятия Плевны русскими войсками 29 декабря 1877 года»

Первый боевой опыт получил во время Крымской войны. Служил в корпусе Омер Люфти-паши. Участвовал в сражении при Евпатории в феврале 1855 года, а затем в походе в Абхазию и Мегрелию.
В 1860 году принимал участие в усмирении друзов в Сирии, а в 1867 году — кандиотов на Крите, награждён орденом Меджидие 3-й степени. В 1868—1871 годах служил в Йемене, откуда вернулся с титулом паши. Затем был назначен военным комендантом области в Боснии. Показав себя талантливым офицером, Осман Нури был переведён в Генеральный штаб в чине полковника. В 1874 году произведён в бригадные генералы, а в 1875 году — в дивизионные. В 1876 году назначен командовать корпусом в районе Видина, действовавшим против сербов. В том же году успешно командовал турецкими войсками в битвах с сербами при Великом Изворе и Алексинаце, но потерпел поражение в битве с черногорцами под Вучег Дола. Произведён в муширы.
В русско-турецкую войну 1877—1878 годов прославился искусной и упорной обороной Плевны. За бои 8 (20) и 18 (30) июля султан даровал ему почётное прозвище «Гази» (победоносный). Награждён орденом Османие, получил почётную драгоценную саблю, благодарственное письмо султана и золотую почётную доску от жителей Стамбула. 26 ноября (10 декабря), после неудачной попытки прорыва из осаждённой Плевны у Долна-Митрополии, раненный в бою Осман Нури-паша был вынужден капитулировать. Русский император Александр II в воздаяние его мужества и доблести возвратил ему саблю.

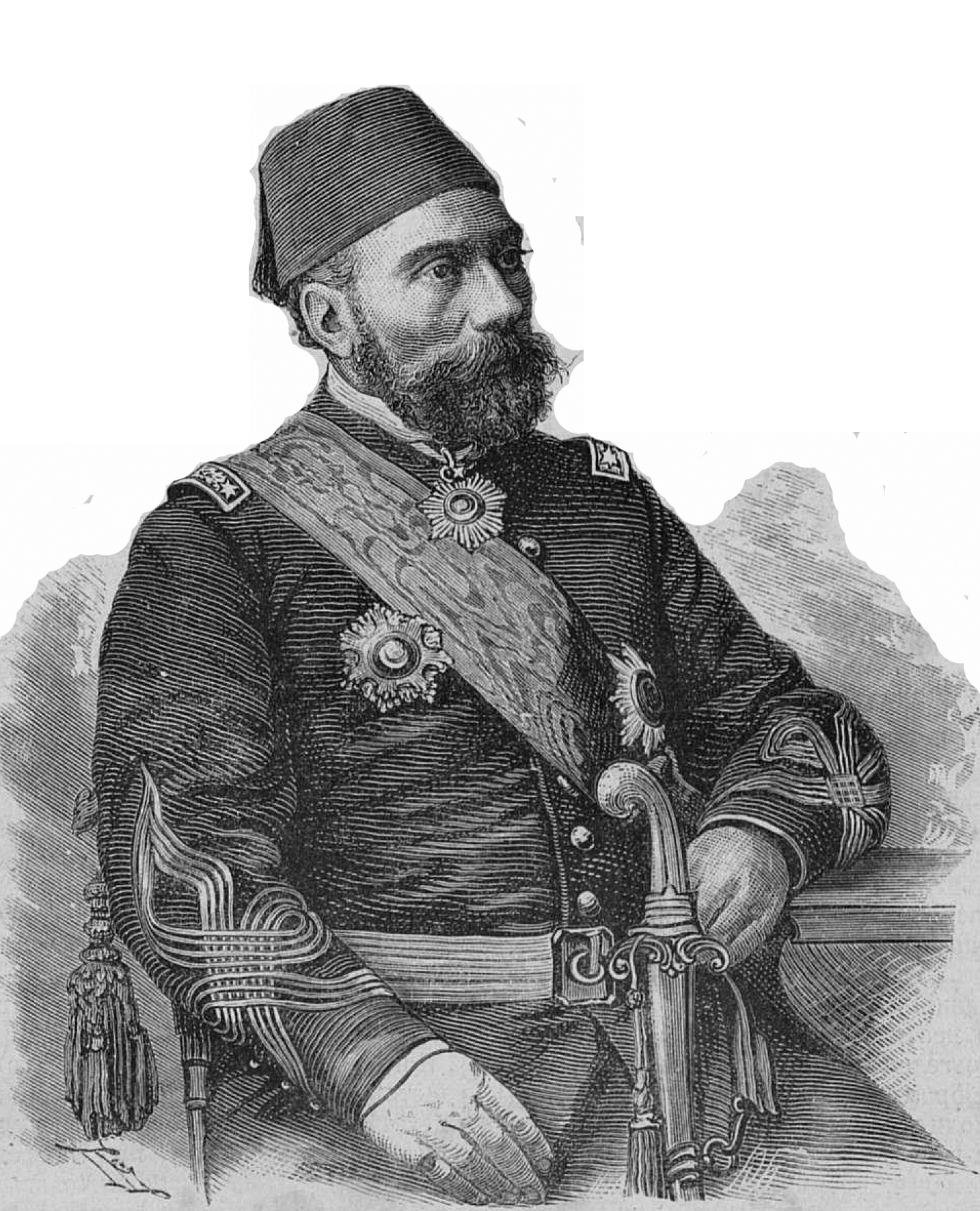
Осман-паша в плену, 1877 год

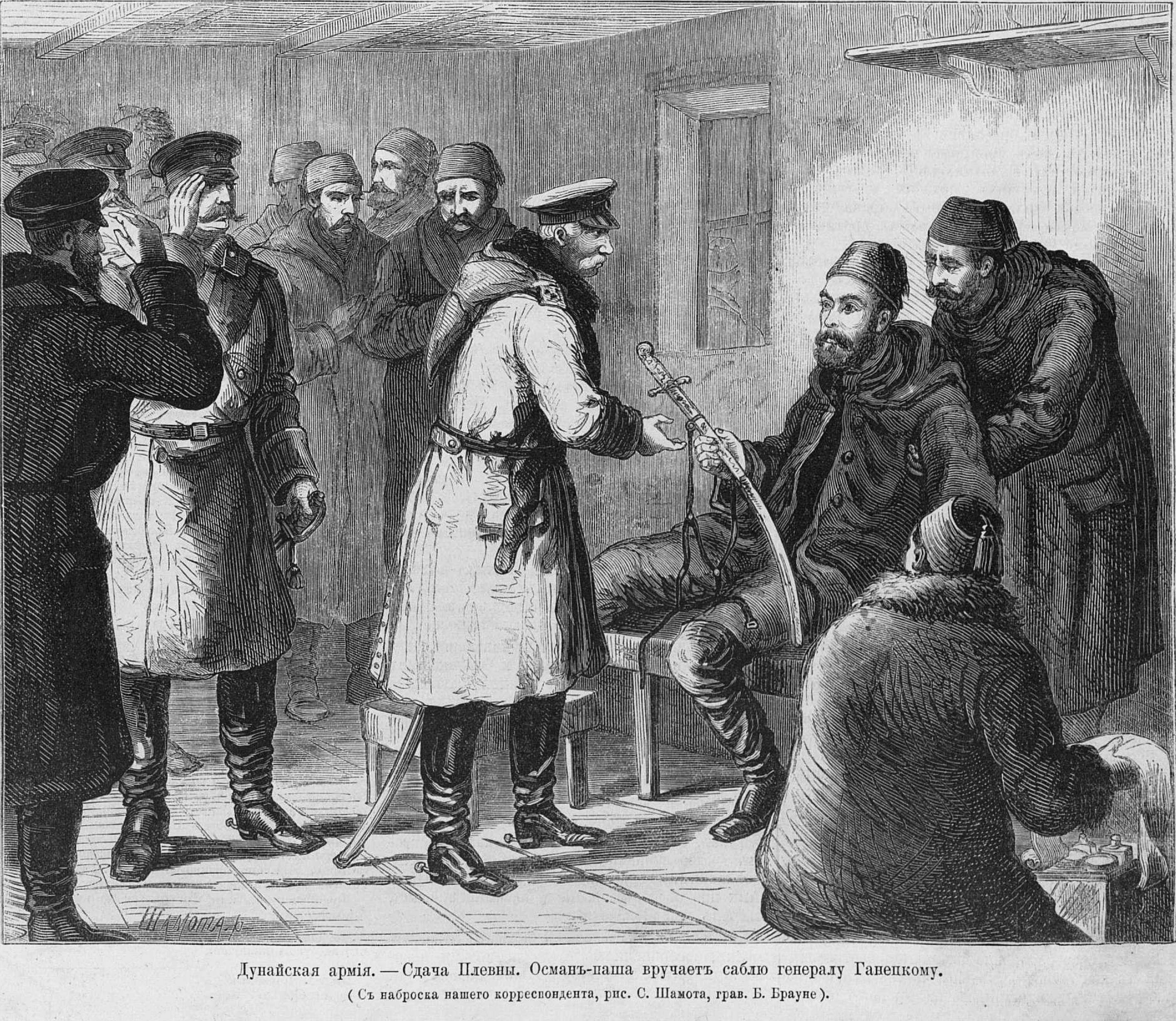
Сдача турками Плевны. Осман-паша вручает саблю генералу Ганецкому, 1877 год

В 1877 году, после взятия в плен в русско-турецкой войне, некоторое время находился в Кишинёве, затем, в 1878 году — в Харькове. В декабре 1877 года, по настоянию Скобелева, Осман Нури-паша направил военному министру Османской империи Мехмеду Рауф-паше (тур.) письмо с требованием не допускать жестокого обращения с русскими военнопленными.
После возвращения из плена получил от султана Абдул-Хамида II почётное прозвище «Лев Плевны». В 1878—1880, 1880—1881, 1881—1885 и 1891 годах был военным министром. Во время греко-турецкой войны 1897 года приказом султана назначен главнокомандующим действующей армией.
Сын Гази Османа-паши, Кемаледдин-паша, был женат на дочери султана Абдул-Хамида II Наиме-султан, однако был возлюбленным её кузины Хатидже-султан, что привело к громкому скандалу.
Умер 5 мая 1900 года в Стамбуле. Похоронен на кладбище мечети Фатих.